# Castel d’Azzano
Castel d'Azzano (velenceiül Castel d'Azàn) település Olaszországban, Veneto régióban, Verona megyében. Lakosainak száma 12 017 fő (2023. január 1.). Castel d’Azzano Buttapietra, Verona, Vigasio és Villafranca di Verona községekkel határos.

## Népesség
A település népességének változása:
| Lakosok száma | 11 804 | 11 847 | 12 017 |
|               | 2017   | 2018   | 2023   |